# Terry O'Neill
Terence Patrick, més conegut com a Terry O'Neill (anglès: Terence Patrick O'Neill)  (Londres, 30 de juliol de 1938 - Londres, 16 de novembre de 2019) fou un fotògraf britànic. És conegut per les seves fotografies de celebritats dels anys 60 del segle xx, i pels seus originals enquadraments.
La seva feina fou reconeguda amb nombroses exposicions. Va ser atorgat amb una Honorary Fellowship de la Royal Photographic Society el 2004 i amb la Society's Centenary Medal el 2011.

## Biografia
En completa consonància amb l'estil desimbolt dels anys seixanta, O’Neill va aportar un estil de retratar basat en la naturalitat i la improvisació. Des de The Beatles fins a The Rolling Stones, passant per les estrelles de Hollywood, la família reial britànica o, més recentment, Nelson Mandela, O’Neill ha captat amb proximitat i espontaneïtat algunes de les llegendes més notables del segle xx.
Nascut a l'East End de Londres el 1938, la seva carrera com a fotògraf va ser conseqüència casual del seu primer gran somni: viatjar als Estats Units per convertir-se en bateria de jazz. Va pensar que la millor manera per viatjar amb freqüència entre Londres i els EUA seria fer-se auxiliar de vol. Tanmateix, no quedaven vacants i va acabar treballant al servei fotogràfic de British Airways. Un cop més, l'atzar va entrar en escena. La fotografia d'un home mudat amb vestit, dormint en una sala d'espera entre un grup d'africans engalanats amb robes tribals, va canviar el curs de la seva carrera. El que a O’Neill li havia semblat només una foto divertida va resultar ser un retrat del secretari d'Afers Exteriors britànic.
Contractat arran d'aquesta imatge pel Daily Sketch, O’Neill es va transformar ràpidament en una figura de culte: “el nen de la càmera de 35 mm”. Amb 21 anys, va esdevenir el fotoperiodista més jove de Fleet Street, seu de la premsa britànica. “Vaig tenir molta sort. Era al lloc adequat en el moment precís: la dècada dels seixanta a Londres”, comenta el fotògraf. “Va ser una edat d'or. Cada dia passava alguna cosa nova i emocionant. Mary Quant inventava la minifaldilla i l'endemà apareixia Jean Shrimpton, la primera top-model”. Eren els anomenats swinging sixties.
La primera fotografia d'uns encara desconeguts The Beatles al pati del darrere dels estudis d'Abbey Road la va fer O’Neill el 1963. Era la primera vegada que un grup pop apareixia a la portada d'un mitjà de comunicació. I, malgrat les reticències de l'editor, el diari es va esgotar en poques hores. A aquesta fotografia la van succeir altres de The Rolling Stones, David Bowie o Elton John.
Els protagonistes de l'època daurada dels anys seixanta i setanta a Hollywood també van ser objectiu de Terry O’Neill. Actors com Clint Eastwood, Paul Newman, Robert Redford, Audrey Hepburn, Ava Gardner, Brigitte Bardot, Liz Taylor o la que va ser la seva dona, l'actriu Faye Dunaway, van formar part del cercle habitual del fotògraf. Però potser el més retratat al llarg de la seva carrera va ser el cantant Frank Sinatra, del qual va ser amic i fotògraf personal durant trenta anys. De totes aquestes figures, O’Neill en va saber captar moments íntims i quotidians.